# Championnats de Grande-Bretagne de BMX
Les Championnats de Grande-Bretagne de BMX sont organisés chaque année par British Cycling.

## Palmarès
| Année | Vainqueur         | Deuxième        | Troisième      |
| ----- | ----------------- | --------------- | -------------- |
| 2003  | Kelvin Batey      |                 |                |
| 2004  | Kelvin Batey      |                 |                |
| 2005  | Kelvin Batey      |                 |                |
| 2006  | Kelvin Batey      |                 |                |
| 2007  | Kelvin Batey      |                 |                |
| 2008  | Kelvin Batey      | Daniel Whyte    | Alan Hill      |
| 2009  | Kelvin Batey      |                 |                |
| 2010  | Kelvin Batey      | Daniel McBride  | Daniel Whyte   |
| 2011  | Marcus Bloomfield | Grant Hill      | Cal Strickland |
| 2012  | n/a               | n/a             | n/a            |
| 2013  | Daniel McBride    |                 |                |
| 2014  | Curtis Manaton    | Quillan Isidore | Daniel McBride |
| 2015  | Tre Whyte         | Paddy Sharrock  | Curtis Manaton |
| 2016  | n/a               | n/a             | n/a            |
| 2017  | Kyle Evans        | Curtis Manaton  | Paddy Sharrock |
| 2018  | Kye Whyte         | Kyle Evans      | Ashley Binner  |
| 2019  | Paddy Sharrock    | Quillan Isidore | Eddie Moore    |

| Année | Vainqueur        | Deuxième         | Troisième          |
| ----- | ---------------- | ---------------- | ------------------ |
| 2003  | n/a              | n/a              | n/a                |
| 2004  | n/a              | n/a              | n/a                |
| 2005  | n/a              | n/a              | n/a                |
| 2006  | n/a              | n/a              | n/a                |
| 2007  | n/a              | n/a              | n/a                |
| 2008  | n/a              | n/a              | n/a                |
| 2009  | n/a              | n/a              | n/a                |
| 2010  | Charlotte Green  | Charlie Phillips | Ayesha Mclelland   |
| 2011  | Charlotte Green  | Amelia Silvestre | Ayesha Mclelland   |
| 2012  | n/a              | n/a              | n/a                |
| 2013  | n/a              | n/a              | n/a                |
| 2014  | Abbie Taylor     | Joey Gough       | Blaine Ridge-Davis |
| 2015  | Charlotte Green  | Emily Green      | Blaine Ridge-Davis |
| 2016  | n/a              | n/a              | n/a                |
| 2017  | Bethany Shriever | Charlotte Green  | Elissa Bradford    |
| 2018  | Bethany Shriever |                  |                    |
| 2019  | Bethany Shriever |                  |                    |